# EVO 7
Der EVO 7 ist ein Sport Utility Vehicle des italienischen Automobilherstellers DR.

## Geschichte
Vorgestellt wurde das Fahrzeug als größtes Modell der Marke EVO im September 2023. Verkauft wird es in Italien und Spanien. Die technische Basis liefert der chinesische JAC X8.

## Technische Daten
Der EVO 7 ist 4,80 Meter lang, 1,87 Meter breit und 1,76 Meter hoch. Er hat immer drei Sitzreihen mit insgesamt sechs oder sieben Sitzen. Der Kofferraum fasst 230 Liter, mit umgeklappter zweiter und dritter Sitzreihe sind es 1900 Liter. Angetrieben wird das SUV von einem aufgeladenen 1,5-Liter-Ottomotor mit einer maximalen Leistung von 128 kW (174 PS). Der Wagen hat Vorderradantrieb und ein 6-Stufen-Doppelkupplungsgetriebe. Gegen Aufpreis bietet der Hersteller das Fahrzeug mit einem Flüssiggas-Antrieb an.
|                                             | EVO 7                            |
| Bauzeitraum                                 | seit 09/2023                     |
| Motorkenndaten                              |                                  |
| Motortyp                                    | R4-Ottomotor                     |
| Motoraufladung                              | Turbolader                       |
| Hubraum                                     | 1499 cm³                         |
| max. Leistung bei min−1                     | 128 kW (174 PS) / 5500           |
| max. Drehmoment bei min−1                   | 288 Nm / 4500                    |
| Kraftübertragung                            |                                  |
| Antrieb                                     | Vorderradantrieb                 |
| Getriebe                                    | 6-Stufen-Doppelkupplungsgetriebe |
| Messwerte                                   |                                  |
| Höchstgeschwindigkeit                       | 160 km/h                         |
| Beschleunigung, 0–100 km/h                  | 10,0 s                           |
| Kraftstoffverbrauch auf 100 km (kombiniert) | 7,4 l Super                      |
| CO2-Emissionen (kombiniert)                 | 171 g/km                         |
| Tankinhalt                                  | 58 l                             |
| Abgasnorm                                   | Euro 6                           |